# 耶氏背斜眼䲁
耶氏背斜眼䲁（學名：Notoclinops yaldwyni），為輻鰭魚綱䲁形目三鰭䲁科背斜眼䲁屬的一個種，分布於西南太平洋紐西蘭海域，深度0至20公尺，本魚體延長，體淡黃棕色，頭部略帶橙色，側面有兩三排小黑點，雄鱼繁殖時頭部和身體前部為深橙色，其餘部分為黃色，體長可達5.2公分，成魚棲息在岩石底質潮間帶的潮池，雌魚產附著性卵在藻類築的巢，雄魚會守護卵，幼魚為浮游性，生活習性不明。